# Département de Bambey
Le département de Bambey est l'un des trois départements de la région de Diourbel (Sénégal).

## Administration
Son chef-lieu est la ville de Bambey, qui est aussi la seule commune du département.
Les trois arrondissements sont : 
- Arrondissement de Baba Garage
- Arrondissement de Lambaye
- Arrondissement de Ngoye

## Histoire
Le ressort territorial du département et son chef-lieu ont été fixés par le décret no  2002-166 du 21 février 2002.

## Géographie

### Population
Lors du recensement de décembre 2002, la population était de 242 694 habitants. En 2005, la population était estimée à 252 532 habitants, et à 376 945 habitants en 2023.  

### Économie
Bambey a longtemps été le siège du Centre de Recherches agronomiques (CRA).
Une école supérieure de formation d'ingénieurs des travaux agricoles, l'École nationale des cadres ruraux (ENCR), y a été installée en 1965.